# 王亢
王亢（1911年—1992年），男，辽宁营口虎庄屯王家庄人，中国人民解放军开国少将，曾任西藏军区参谋长，副司令员。

## 生平
家庭出身贫农，有4个哥哥、3个姐姐。10岁开始给地主放牛。11岁时在外扛活的大哥送其入离家2里路的邱家坎子小学读书。17岁考入海城中学，因无钱交学费转入张学良兼任校长的东三省航空学校就读。九一八事变后，随航校从到北平南苑，他被编入机械班。1933年张学良下野，航校飞行班并入浙江杭州笕桥的空军官校，机械班就地解散。回老家营口。读了四哥的一位朋友（实际上是地下党）带来的进步书籍，萌生了抗日意志。1935年考上刚刚创建的奉天铁道学院。由于鼓动抗日思想，被迫于1937年2月乘火车入关，到北平入东北大学南校补习班。很快加入了中华民族解放先锋队成为活跃分子。
七七事变后，与东北大学大政十三班同学一道赴绥远省，追随1930年就已入党的，在白乙化1936年开辟的东北义勇军绥西垦区（和硕公中垦区）从事农垦，在垦民中开展抗日宣传和组织工作。1937年10月，白乙化按照党的指示，组织了绥西垦区暴动。1937年11月，由东北垦区暴动队伍组建的“东北挺进军抗日民族先锋队”，白乙化任总队长兼党总支书记，王亢任中队长。由于在暴动中表现勇敢，王亢入党。1937年11月底，抗日民族先锋队南渡黄河，于1939年1月到达山西河曲，与马占山部脱离关系，编入八路军第一二〇师第359旅。八路军三五九旅旅长王震分两批轮训了抗日民族先锋队的干部。1938年秋参加了粉碎日伪对雁北地区“扫荡”战斗。1939年初八路军三五九旅旅长王震给冀热察抗日根据地负责人萧克写信：“我这里有200多名平津流亡青年学生……有不少是共产党员。他们年轻，有文化知识，领会党的政策快，会做群众工作，为首的叫白乙化，曾在东北讲武堂学过军事。”萧克回复：“欢迎白乙化率‘抗日先锋队’来平西!”1939年4月，白乙化率抗日民族先锋队由山西开进平西抗日根据地，编入八路军冀热察挺进军，后与冀东抗日联军合编为“华北人民抗日联军”，董毓华任司令员，白乙化任副司令员，王亢任参谋长。不久，董毓华病逝，白乙化继任司令员。1939年底改编为八路军冀热察挺进军第十团，白乙化任团长，王亢任第一营营长。白乙化与王亢既是同乡又是战友，王亢年岁比白乙化大两个月，每次发起冲锋时，白乙化总是高喊：“王老亢！冲锋！”1940年5月，十团奉命开辟丰滦密抗日游击根据地。5月23日途经昌平沙塘沟时，率第1营与前来拦截的满洲国军第35团第2营激战，打退敌7次冲锋，歼敌60余人。5月26日夜袭琉璃庙子满洲国军据点，仅用十几分钟毙俘军警200余人，拔除该据点。5月底十团到达密云地区，开始创立丰滦密抗日根据地，一个村庄一个村庄“潜入”“扎根”，终于站稳了脚跟。王亢率第1营随白乙化团长拉到外线作战，打击日伪军，掩护根据地的创建。八路军冀热察挺进军司令员萧克说：“已经革命了的知识分子就是有办法，派十团派对了。”团长白乙化说：“王老亢当立头功。”后任八路军平北军分区参谋长兼热西支队支队长、冀热辽军区副参谋长。
解放战争时期，任东北民主联军哈尔滨卫戍司令部参谋长、松江军区独立第二师副师长兼参谋长、东北野战军第十二纵队副参谋长、中国人民解放军第四十九军副参谋长、第五十一军参谋长。
中华人民共和国成立后，任中央军委军务局副局长。1957年南京军事学院毕业后，任西藏军区参谋长。后任西藏军区副司令员。后由于严重的青光眼，调回内地任中国人民解放军铁道兵顾问。1981年退二线。
1960年晋升少将，获二级独立自由勋章。一级解放勋章、一级红星勋章。
1992年去世，被埋葬在密云马营村白乙化墓边。